# Mallnow
Mallnow ist ein Ortsteil der brandenburgischen Stadt Lebus im Landkreis Märkisch-Oderland. Der ehemals zum Stiftsgebiet des Bistums Lebus gehörende Ort liegt an der Schnittstelle der Seelower Höhen zum Oderbruch und bietet so ein bemerkenswertes Landschaftspanorama.

## Geschichte

### 14. bis 18. Jahrhundert
Mallnow wurde um 1325 als Malnowe urkundlich erwähnt. 1405 erschien erstmals eine Angabe zur Dorfgröße, demzufolge es 45 Hufen gab. Aus dem Jahr 1472 sind sechs Vierhüfner, vier Dreihüfner, drei Zweihüfner sowie zwei wüste Hufen bekannt. Hinzu kommen sieben Kötter und drei wüste Kossätenhöfe. Im Jahre 1505 wurde das Dorf vom Lebuser Bischof gekauft. Im Zuge der Reformation gingen die Güter an das Kurfürstentum Brandenburg. 1542 siedelte sich ein Schäfer sowie ein Hirte an, zu denen 1633 zwei Schäferknechte hinzukamen. Aus dem Jahr 1676 existierte erstmals ein Bericht über eine Kirche. Das Dorf wurde durch den Dreißigjährigen Krieg beschädigt. Elf der 51 Bauernhöfe sind wüst, ebenso sechs der neun Kossätenhöfe. Nach Kriegsende sind aus Mallnow im Jahr 1654 nur noch ein Fünfhüfner, fünf Vierhüfner, drei Dreihüfner sowie vier Zweihüfner nachgewiesen. Aus den Jahren 1862/1863 sind Angaben über die Flächen überliefert, die in Morgen ausgewiesen werden. In Mallnow belief sich ein Morgen auf 2500 m². Es existierten 4544,1 Morgen Ackerland, 11,5 Morgen Gärten, 96,3 Morgen Wiese, 298,7 Morgen Weide, 2,6 Morgen Wasserfläche, 117,5 Morgen Wege, 6,7 Morgen Bäche und Gräben sowie 34,4 Morgen Hofräume – in Summe 5116,2 Morgen Fläche. Das Dorf wuchs von nun an vom Dorfanger ausgehend in westliche Richtung. Um 1840/1850 pflanzte man auf dem Anger Eschen an. 1880 entstand das heute noch vorhandene Schulgebäude, in der Kinder von der ersten bis zur achten Klasse unterrichtet werden.

### 19. bis 20. Jahrhundert
Im Jahr 1900 stellte man die Berechnungsgrundlage für die Ackerflächen um und eine Gemarkungsgröße sind nun 1305 Hektar (5220 Morgen). Diese Fläche wurde von Köttern und Bauern bewirtschaftet. Am 18. Oktober 1913 pflanzten die Bewohner des Dorfes eine Eiche, um an den Sieg über Napoleon vor 100 Jahren zu erinnern. Berichten zufolge war Napoleon am 28. Oktober 1806 um 10:00 Uhr in Mallnow gewesen. 1918 rodete man die Eschen und ersetzte sie 1922 durch Linden. Vermutlich um 1919 stellte man das Kriegerdenkmal für die Gefallenen des Ersten Weltkrieges südlich der Kirche auf.
1934 gilt als das Gründungsjahr der Freiwilligen Feuerwehr um Heinrich Zahn und Erich Schäle. Sie erhalten eine Motorpumpe; 1942 ein weiteres Exemplar, das unter anderem auch im Zweiten Weltkrieg zum Einsatz kam. In dieser Zeit war das Dorf im Frühjahr 1945 schwer umkämpft und bis zu 95 % zerstört. Nach dem Krieg entfernte man im Zuge der Kulturrevolution den preußischen Adler am Kriegerdenkmal. Im Februar 1946 enteignete man etliche Großbauern und gelangt so in den Besitz von 321,5 Hektar Land. Es wurde insbesondere an Landarbeiter und Umsiedler vergeben. So entstanden Parzellen von zwei bis fünf Hektar Größe. Ein Jahr später errichtet die Gemeinde eine Reparaturstation im Dorf. Ebenso gründet sich die Freiwillige Feuerwehr neu. Da die kleinen Höfe kaum Möglichkeiten hatten, Maschinen kostendeckend einzusetzen, richtete man 1949 in Alt Zeschdorf eine Maschinen-Ausleih-Station ein. In den Jahren 1950 bis 1952 errichtete die Feuerwehr das im Krieg zerstörte Spritzenhaus neu auf. Da noch kein Turm vorhanden war, wurden die Schläuche ins benachbarte Seelow zum Trocknen gebracht. 1951 räumten Mitglieder der FDJ Schutt und Asche aus dem im Krieg schwer beschädigte Schulgebäude und richten einen Jugendraum ein. Im Zuge der Aktion „Hilfe für den zerstörten Kreis Seelow“ bauen Arbeiter aus Marienberg das Gebäude neu auf. Im Jahr 1952 erfolgte weiterhin die Bildung einer Landwirtschaftlichen Produktionsgenossenschaft (LPG) vom Typ I „Geschwister Scholl“ in Mallnow mit einer Maschinen-Traktoren-Station und einer bewirtschafteten Fläche von 56,4 Hektar. Sie wurde im Januar 1954 in einem Typ 3 mit Feld- und Viehwirtschaft abgeändert. Aus der LPG ging die am 31. Juli 1991 gegründete bestehende Agrargenossenschaft Mallnow hervor. 24 Mitglieder bewirtschaften 1338 Hektar mit einem Tierbestand von 500 Rindern, 1200 Schweinen und 1500 Enten. Außerdem errichtet man für 135.000 Mark ein Kulturhaus. Es diente bis 1990 für kulturelle Veranstaltungen im Ort, wie etwa die Jugendweihe, aber auch für Ernte- und Maifeste. 1953 erhielt das Schulgebäude einen zweiten Klassenraum, Toiletten sowie einen Schulgarten. 1964 erweiterte die Feuerwehr das Spritzenhaus um einen 12 Meter hohen Turm. Drei Jahre später gründete sich eine Frauengruppe mit zunächst neun Mitgliedern; 1966 entstand eine Jugendgruppe. In diesem Jahr schloss die LPG eine Kooperationsvereinbarung mit der LPG Schönfließ, die 1969 zu einem Zusammenschluss führte. 1970 löste sich hieraus die Kooperative Abteilung Pflanzenproduktion heraus und arbeitete selbstständig weiter. 1972 gibt man die Schule auf und schickt die Kinder nach Alt Zeschdorf in die neue Oberschule. Das Gebäude wurde fortan für einen HO-Lebensmittelladen, die Gemeindeverwaltung sowie von der Deutschen Post genutzt. Mit der Ämterbildung 1992 schloss sich Mallnow mit acht anderen Gemeinden und der Stadt Lebus zum Amt Lebus zusammen. Die ehemalige Schule stand nun leer. Im Jahr 1995 schloss sich die Feuerwehr Mallnow den Kameraden der Amtsfeuerwehr des Amtes Lebus an. In den Jahren 1996 und 1997 sanierte man das Kulturhaus und weihte es im Mai 1997 wieder ein. In diesem Jahr feierte die Freiwillige Feuerwehr auch ihr 60-jähriges Jubiläum.

### 21. Jahrhundert
Zum 31. Dezember 2001 wurde Mallnow in die Stadt Lebus eingegliedert. In den Jahren 1998 und 1999 sanierte man das Kriegerdenkmal; von 1997 bis 1999 das ehemalige Schulgebäude.

### Einwohnerentwicklung
| Jahr          | 1875   | 1890   | 1910   | 1925   | 1933   | 1946   | 1993   | 1994   | 1995   | 1996   | 1997   | 1998   | 1999   | 2000   | 2006   |
| Einwohnerzahl | 458    | 493    | 430    | 417    | 384    | 405    | 354    | 354    | 351    | 355    | 363    | 355    | 368    | 376    | 367    |
| Quelle        | [ 10 ] | [ 10 ] | [ 10 ] | [ 10 ] | [ 10 ] | [ 11 ] | [ 10 ] | [ 10 ] | [ 10 ] | [ 10 ] | [ 10 ] | [ 10 ] | [ 10 ] | [ 10 ] | [ 12 ] |

## Politik

### Wappen
| Wappen von Mallnow | Blasonierung: „In Grün unter silbernem Wellenschildhaupt, belegt mit drei goldenen Adonisröschen (2:1).“ |
| Wappen von Mallnow | |

### Flagge
„Die Flagge ist Gelb und mittig mit dem Gemeindewappen belegt.“

## Wirtschaft und Infrastruktur

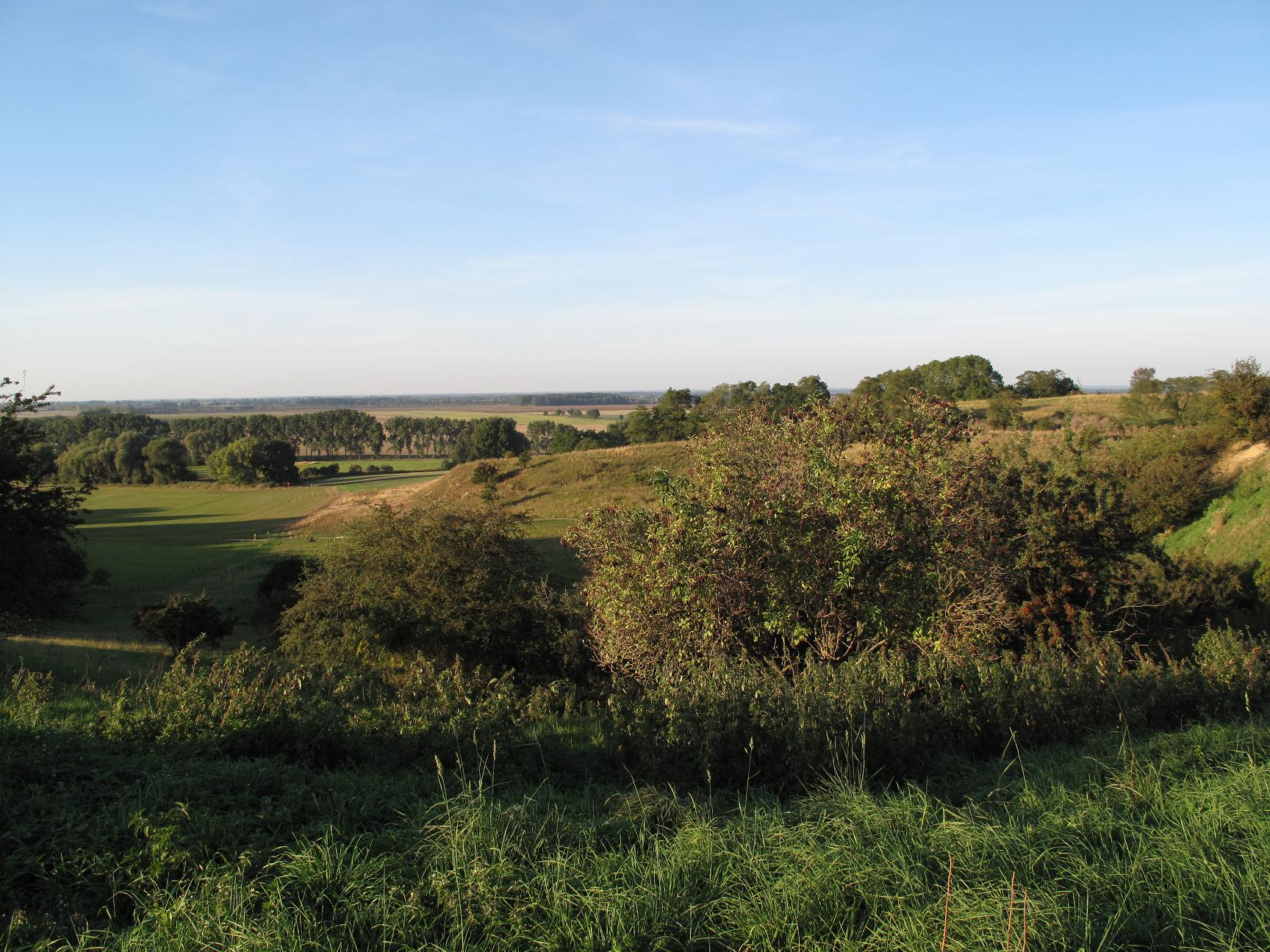
„Oderhänge Mallnow“ und Oderbruch

### Verdichterstation Mallnow
Bei Mallnow wird in einer Verdichterstation das russische Erdgas in die Jamal-Gas-Anbindungs-Leitung (JAGAL) übernommen und hier in das deutsche Ferngasnetz eingespeist. Die Erdgasleitung Jamal–Europa führt von der gleichnamigen russischen Jamal-Halbinsel in Sibirien das Gas über Weißrussland und Polen nach Deutschland. Bei Reitwein überquert die JAMAL-Europaleitung die Oder und wird nach Mallnow geführt. Hier übernimmt die JAGAL das Erdgas und leitet es weiter über Baruth nach Rückersdorf (Thüringen), wo sie auf die STEGAL trifft.

### Tourismus

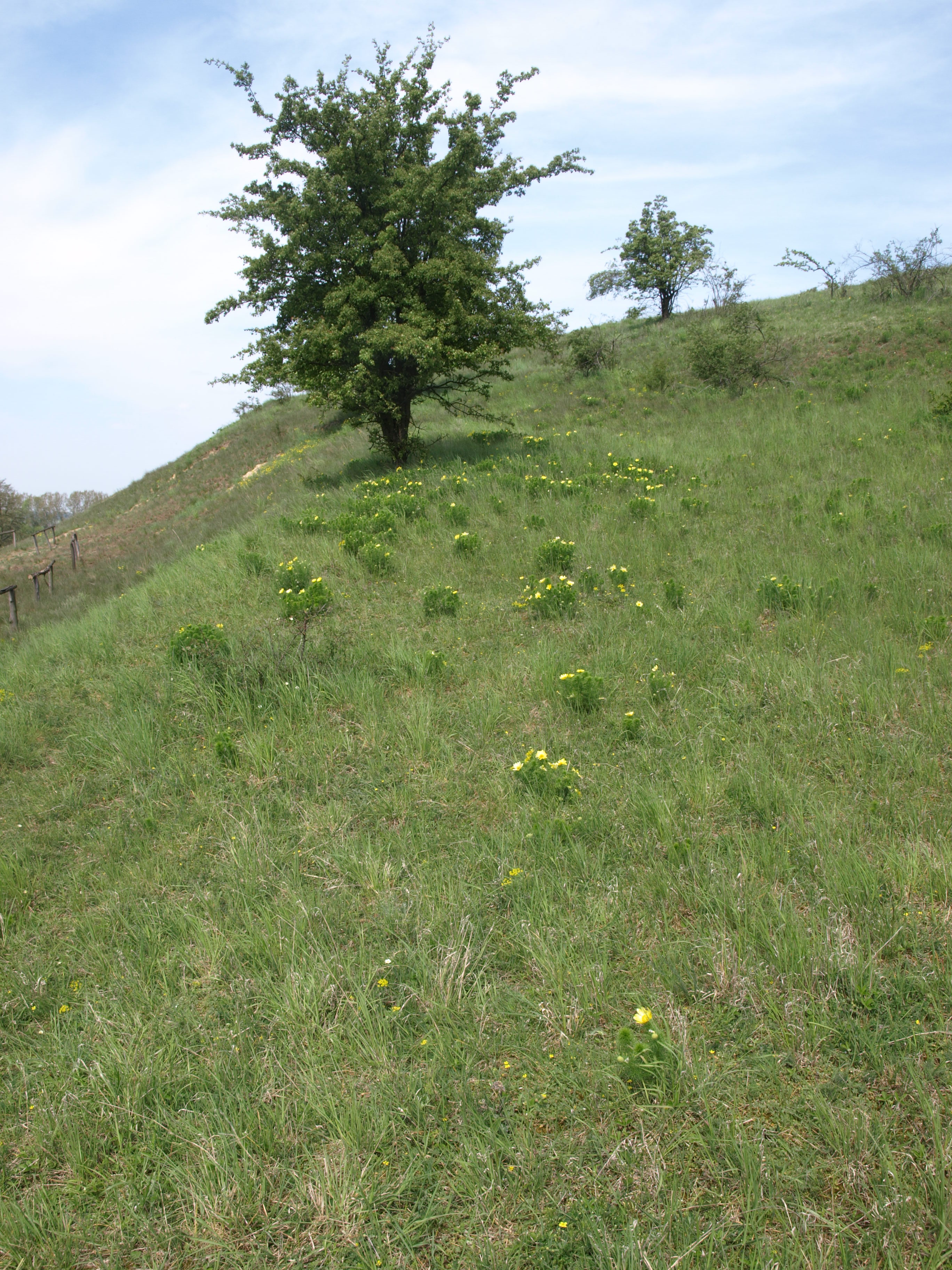
Adonisröschenblüte im Naturschutzgebiet „Oderhänge Mallnow“

Jährlich im Frühling ist der Ort Ausgangspunkt für viele Wanderer, die die Adonisröschenblüte im 309 Hektar großen Naturschutzgebiet Oderhänge Mallnow (wegen ihrer Steppenrasenvegetation auch Pontische Hänge genannt) nördlich des Ortes anschauen wollen. Zu diesem Zweck halten auch die Züge der ODEG am sonst aufgelassenen Bahnhof Schönfließ etwa drei Kilometer südlich von Mallnow. Außerdem gibt es im Ort eine entsprechende Infrastruktur mit mehreren Pensionen und, teilweise nur während der Blüte von Mitte April bis Ende Mai betriebenen Gastwirtschaften.

## Kirche

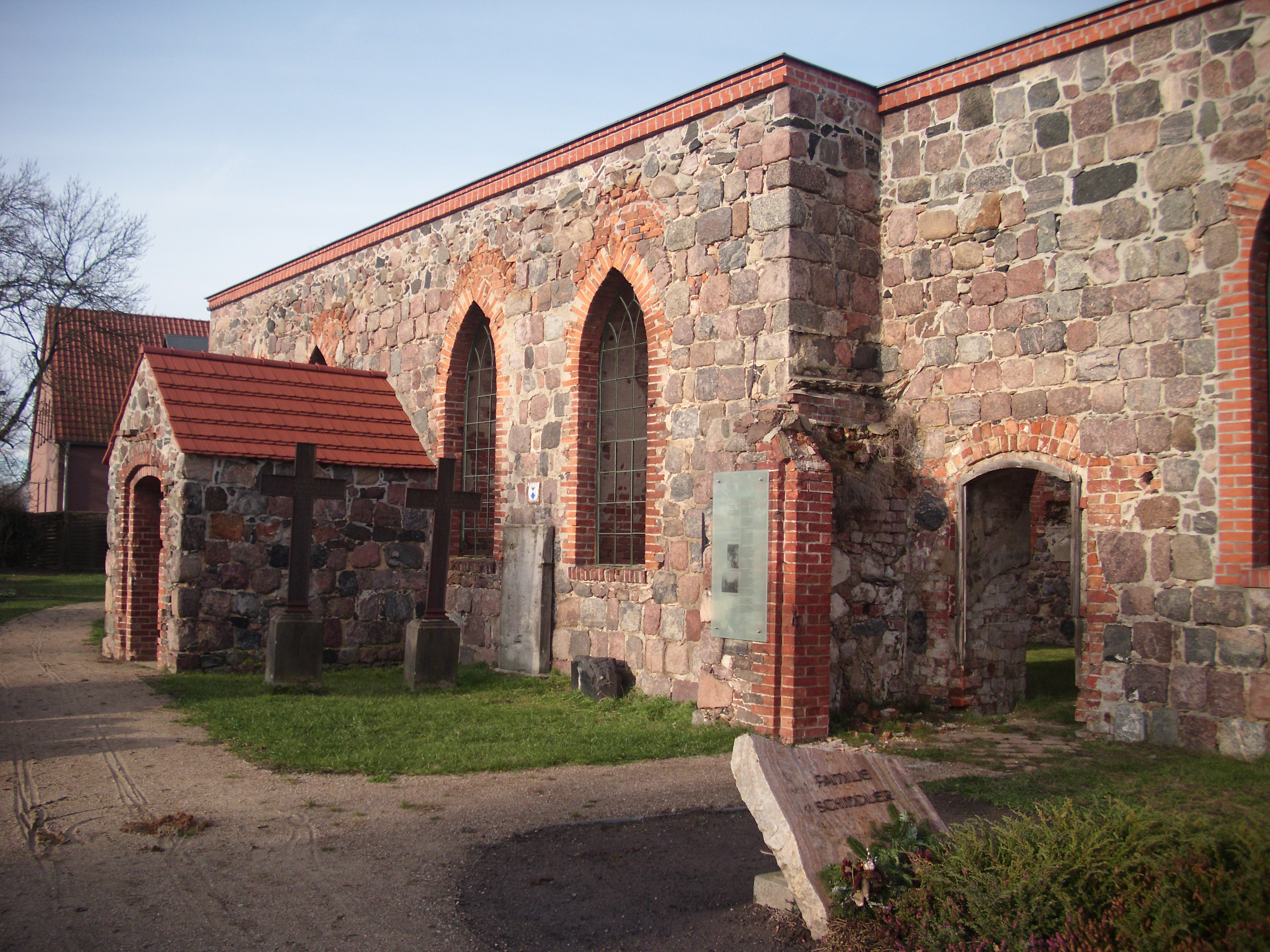
Mallnower Dorfkirche (Ruine)

Die Mallnower Kirche wurde Ende des 12., Anfang des 13. Jahrhunderts als einschiffiger Granitquaderbau errichtet.
Am Chor sind drei hohe Spitzbogenfenster in ursprünglicher Form erhalten, während die Fenster des Kirchenschiffs beim Umbau 1793 deutlich verändert wurden. An der Nordseite befindet sich eine vermauerte Rundbogentür. Das rechteckige Kirchenschiff war mit einer flachen Balkendecke ausgestattet, im Chor befand sich ein Sterngewölbe, vermutlich aus der zweiten Hälfte des 15. Jahrhunderts, mit betont hervortretenden Rippen.
Nach dem Dreißigjährigen Krieg bekam die Kirche einen Kanzelaltar und eine Loge mit Rankenschnitzwerk. Aus dem 18. Jahrhundert stammte ein Motivbild. Der erste Kirchturm musste 1830 wegen Baufälligkeit abgetragen werden, ein Neubau erfolgte 1850. Vor dem Zweiten Weltkrieg erfolgte der Einbau einer Warmluftheizung und elektrischen Lichts.
In den letzten Kriegstagen, wahrscheinlich um den 20. März 1945, sprengten deutsche Pioniere den Kirchturm, welcher in das Kirchenschiff stürzte und einen Brand auslöste, so dass nur wenig von dem kostbaren Holzaltar gerettet werden konnte.
Im April 1986 stürzte das bis dahin teilweise noch erhaltene Sternrippengewölbe über dem Chorraum ein, da die Kirche nach dem Krieg ungesichert blieb. Im Zuge des Förderprogrammes „Dorferneuerung“ konnte 1998 die Sicherung der Kirchenruine vorgenommen werden.
Die Glocke findet sich in einem Gestell außerhalb der Kirche.
Eine Besonderheit der Kirche befindet sich an der Nordostseite: in etwa 40 cm Höhe wurde ein 40 × 30 cm großer Schachbrettstein entdeckt.
An der Südwestseite der Kirche befinden sich die Pastorengräber von Carl August Weinholz (1795–1854), Johann Jeremias Gutbier (* 1834), Pastor und Kreisschulinspektor, Julius Lieber (1805–1881), Wilhelmine Lieber, geb. Ritthausen (1803–1885), Marie Jaerchow, geb. Kassubeck (1868–1940), Anna Ritthausen, geb. Sydow (1867–1931), Johannes Ritthausen (1865–1936). Im Inneren befindet sich eine eiserne Erinnerungstafel für Johannes August Hurtig (1847–1870), einem Bauernsohn des Dorfes.
Auf dem Friedhof finden sich die Ruhestätte des Geschlechts Schrape sowie Grabstellen für Gefallene des Zweiten Weltkrieges.
Siehe auch: Liste der Baudenkmale in Lebus

## Adonisquelle

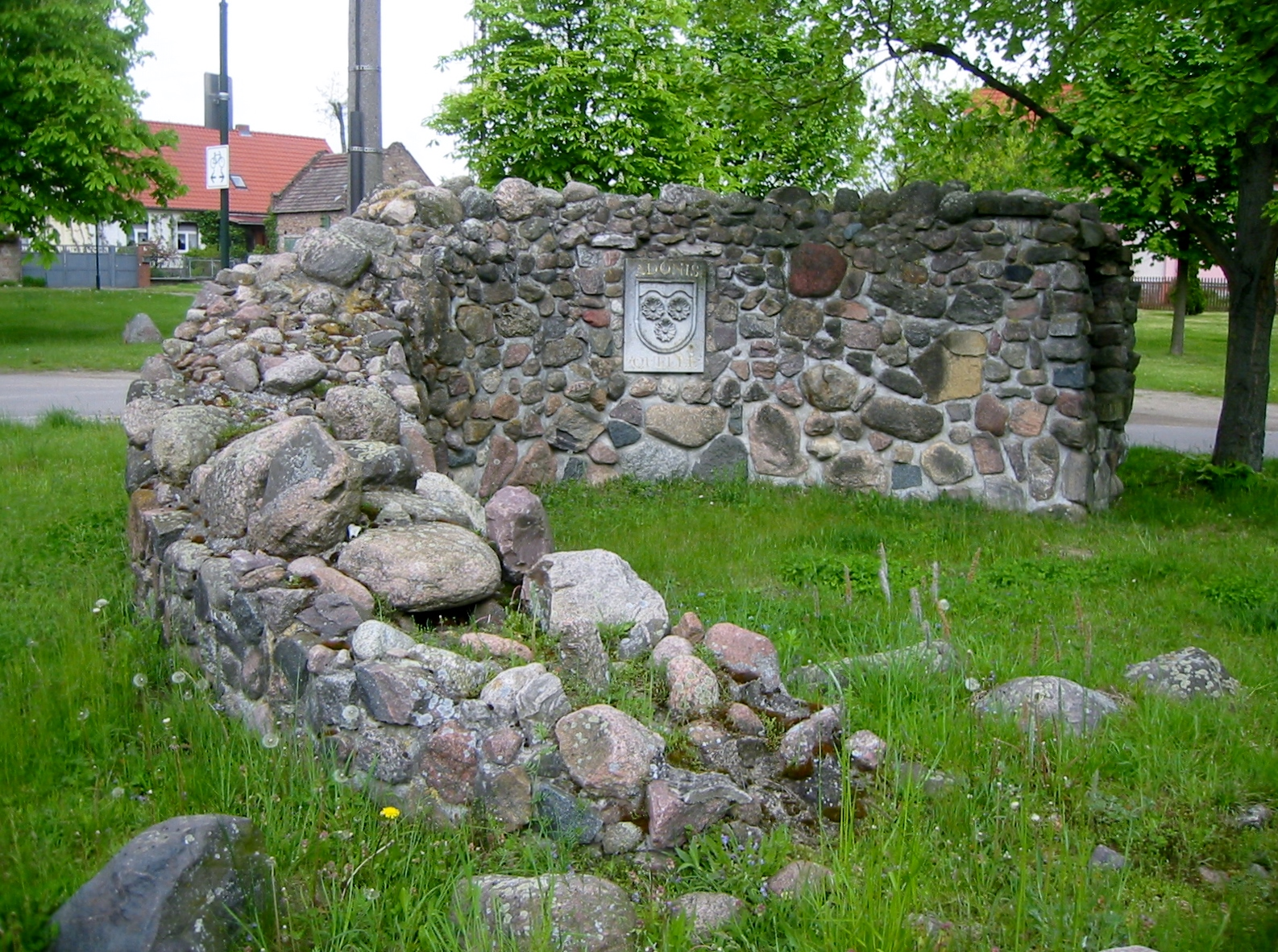
Adonisquelle von Roland Rother

1934 befand sich am westlichen Ende des Dorfangers der Adolf-Hitler-Park. Er umfasste eine Rasenfläche mit einem Teich, der von Rosen-, Maul-, Lorbeer- und Buchsbaumsträuchern gesäumt war. Nach dem Ende des Zweiten Weltkrieges bestattete man 1945 vorübergehend Soldaten der Roten Armee im Park, bis sie auf den Friedhof nach Lebus überführt werden konnten. Der Teich wurde verfüllt und am 8. August 1955 fällte man als letzten Baum eine Hitlereiche. In den folgenden Jahrzehnten verfiel die Anlage zusehends, bis die Freiwillige Feuerwehr auf dem Gelände in den 1970er Jahren einen Löschwasserteich anlegte.
Im Zuge der Dorferneuerung konnte der deutsche Bildhauer Roland Rother aus Wilmersdorf bei Briesen für die Neugestaltung der Anlage gewonnen werden. Er errichtete eine Feldsteinmauer, die an die Formung der Landschaft im Zuge der letzten Eiszeit erinnern soll: Ein Wassergraben symbolisiert die Entwässerung einer Grundmoräne in einen neu angelegten Teich. Dieser konnte nun wieder Löschwasser aufnehmen. Die Anlage wurde am 1. Mai 1997 eingeweiht. Eine elektrische Pumpe, die Wasser aus dem Teich in die Quelle pumpen soll, war im April 2014 nicht mehr in Betrieb. Auch musste der bis zu vier Meter tiefe Teich aus Sicherheitsgründen gegen den Willen Rothers eingezäunt werden. Mit der Namensgebung will der Künstler eine Anlehnung an die Blüte des Adonisröschens schaffen, die den Ort prägt.

## Allee der Jahresbäume
Am Eingang zum Naturpfad befindet sich eine Baumallee. Sie besteht seit 1989 aus den Bäumen des Jahres; jährlich wird zur Adoniswanderung der im Vorjahr neu bestimmte Baum gepflanzt.

## Belege
1. ↑  Hauptsatzung der Stadt Lebus vom 12. Februar 2009 PDF
2. ↑  Informationstafel „Das Schulgebäude, heutige Manufaktur“ in Mallnow, keine Datumsangabe
3. ↑  Informationstafel „Der östliche Teil des Dorfangers“ in Mallnow, keine Datumsangabe
4. ↑  Informationstafel „Vor langer Zeit“ in Mallnow, keine Datumsangabe
5. ↑  Informationstafel „Kriegerdenkmal“ in Mallnow, keine Datumsangabe
6. ↑  Informationstafel „Die Zeit der LPG“ in Mallnow, keine Datumsangabe
7. ↑  Informationstafel „Die Zeit der Agrarprodukte Mallnow/Schonfließ eG“ in Mallnow, keine Datumsangabe
8. ↑  Informationstafel „Freiwillige Feuerwehr Mallow“ in Mallnow, keine Datumsangabe
9. ↑  Eingliederung der Gemeinde Mallnow in die Stadt Lebus. Mitteilung des Ministeriums des Innern vom 30. November 2001. Amtsblatt für Brandenburg – Gemeinsames Ministerialblatt für das Land Brandenburg, 12. Jahrgang, Nummer 51, 19. Dezember 2001, S. 879 PDF.
10. 1 2 3 4 5 6 7 8 9 10 11 12 13  Historisches Gemeindeverzeichnis des Landes Brandenburg 1875 bis 2005 - Landkreis Märkisch-Oderland, Beitrag 19.6, Landesbetrieb für Datenverarbeitung und Statistik Land Brandenburg, Potsdam 2006
11. ↑  Systematisches und alphabethisches Verzeichnis der Gemeinden der Deutschen Demokratischen Republik, (Gebietsstand 1. Januar 1952) Stand der Einwohnerzahlen zum 29. Oktober 1946, Regierung der Deutschen Demokratischen Republik - Statistisches Zentralamt -
12. ↑  Orts- und Gemeindeverzeichnis Brandenburg, Landesvermessung und Geobasisinformation Brandenburg
13. ↑  Märkische Oderzeitung: Wohlige Wärme aus Westsibirien vom 15. Oktober 2003.
14. ↑  Zur Landschaft des Amtes Lebus Labus auf der Homepage des Amtes
15. ↑  Geschichte – Mallnow. In: mallnow.de. 12. April 2019, abgerufen am 12. April 2019.
16. ↑  Hinweisschild auf die Adonisquelle am Teich in Mallnow